# Close to the Glass
Close to the Glass è l'ottavo album discografico del gruppo musicale tedesco The Notwist, pubblicato nel febbraio 2014 dalla Sub Pop Records.

## Tracce
1. Signals – 3:41
2. Close to the Glass – 2:57
3. Kong – 4:31
4. Into Another Tune – 3:57
5. Casino – 3:14
6. From One Wrong Place to the Next – 2:44
7. 7-Hour-Drive – 3:57
8. The Fifth Quarter of the Globe – 0:49
9. Run Run Run – 5:04
10. Steppin' In – 2:00
11. Lineri – 8:52
12. They Follow Me – 5:41